# Michael Vlatkovich
Michael Pierre Vlatkovich (Saint Louis (Missouri), 4 mei 1951) is een Amerikaanse jazztrombonist, -componist, -arrangeur en orkestleider.

## Biografie
Vlatkovich verhuisde in 1973 naar Los Angeles en werkte in de jaren 1970 samen met Bobby Rodriguez en Ian Whitcomb, met wie hij voor het eerst opnamen maakte. Rond 1981 nam hij zijn titelloze debuutalbum op. In de daaropvolgende jaren werkte hij met Vinny Golias Large Ensemble, Brian Setzer, het Rova Saxophone Quartet, Bryan Adams, Bobby Bradford, Gerry Hemingway en zijn eigen ensembles, waarin o.a. Rob Blakeslee speelde. Hij nam ook deel aan een aantal soundtracks van films. Op het gebied van jazz was hij tussen 1973 en 2013 betrokken bij 111 opnamesessies.
- Gemeinsame Normdatei: 1041629311
- International Standard Name Identifier: 0000 0004 4891 4223
- Library of Congress Control Number: n2005076408
- MusicBrainz: 32f77907-563c-4e3e-a086-87401cbc7f50
- Virtual International Authority File: 305179923
- WorldCat: E39PBJbH3jm4FxVyR8wyX37PwC